# طارق مجيد
طارق مجيد (بالأردوية: طارق مجید؛ بالإنجليزية: Tariq Majid) هو منظر عسكري ‏ باكستاني، ولد في 23 أغسطس 1950 في لاهور في باكستان.